# Sérignan
Sérignan är en kommun i departementet Hérault i regionen Occitanien i södra Frankrike. Kommunen ligger i kantonen Béziers 4e Canton som tillhör arrondissementet Béziers. År 2022 hade Sérignan 8 437 invånare.

## Befolkningsutveckling
Antalet invånare i kommunen Sérignan
Referens:INSEE